# Setzlatte

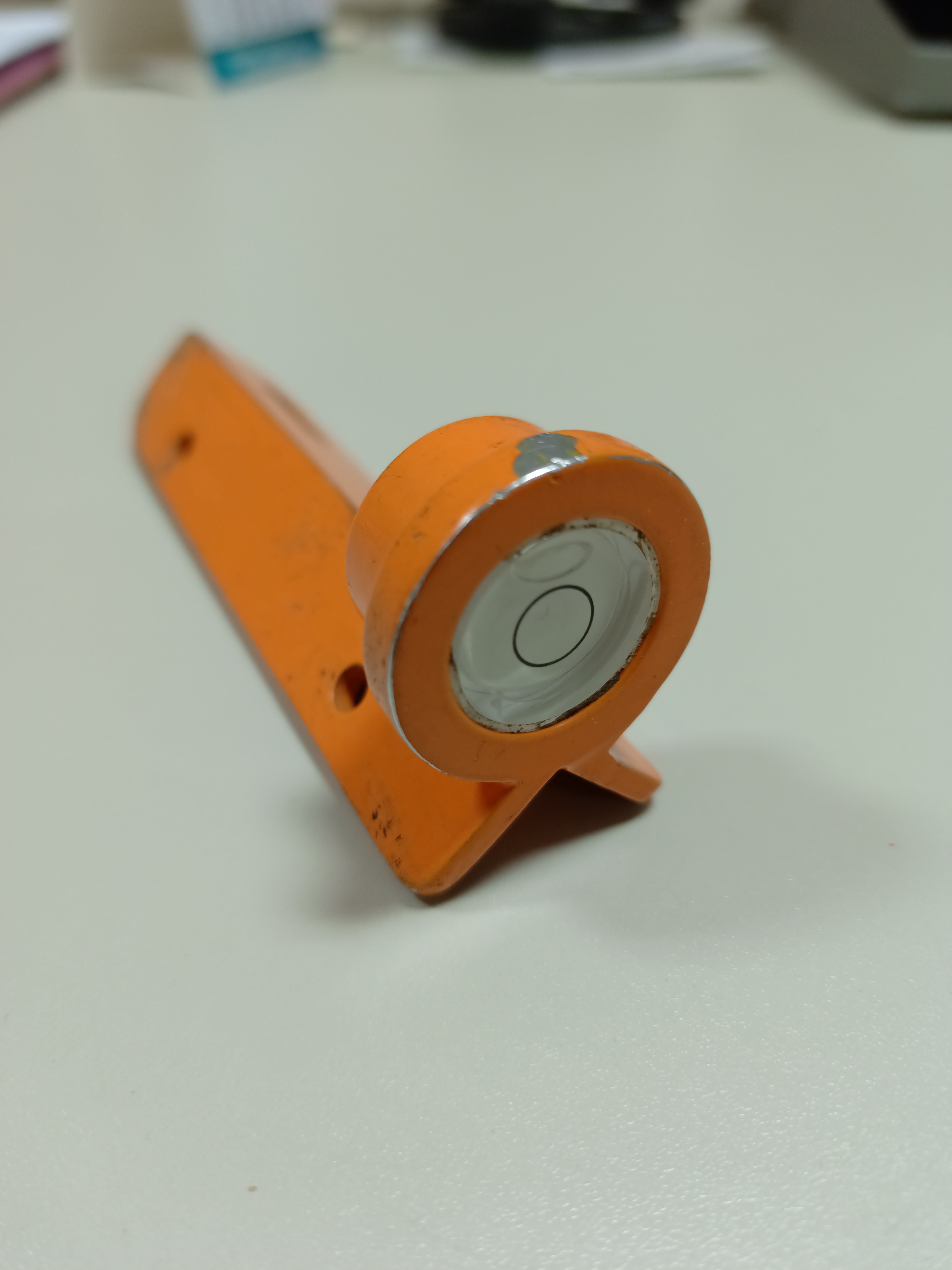

Eine Setzlatte (auch Lattenrichter genannt) ist ein Werkzeug der Vermessungstechnik zum Einrichten von Höhenprofilen.
Es gleicht im Wesentlichen einer Wasserwaage.
Zum Einsatz kommt es meist in Kombination mit einem Peilstab oder einer Nivellierlatte.
Dabei wird mit einem Nivelliergerät zunächst eine Bezugsebene mit Stäben oder Latten eingemessen.
Im Weiteren wird die Setzlatte auf der gewünschten Höhe quer an den im Gelände verteilten Stützpunkten angebracht.
Siehe auch: Schnurgerüst